# 老城镇 (淅川县)
32°58′14.46″N 111°24′47.88″E / 32.9706833°N 111.4133000°E

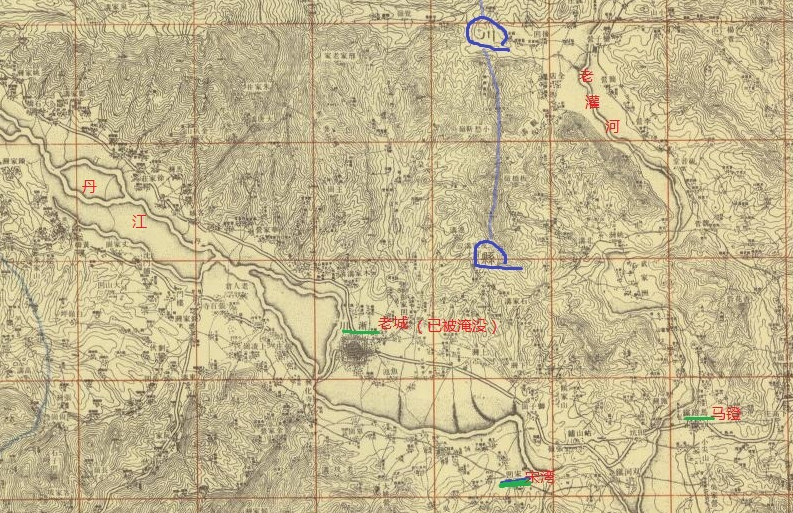
民国时期的老城地图

 老城镇位于河南省南阳市淅川县县城西南23公里处，丹江口水库上游一带，全镇总面积约17.7万亩，总人口约3万人。老城镇现址原来是一条少人居住的山沟，1971年淅川县老县城被丹江口水库淹没后将政府机关迁移到此地，为纪念老县城而命名老城。

## 被水淹没的老县城
被水淹的老城曾是丹江四大名镇之一，置县时，丹江绕城西、城南向东流去，整个城的结构呈正方形，东西南北的距离都是500米，围以土城，后又陆续改建为砖城。城区规模，以大十字为中心，分东西南北四条主街道。东西街为商业贸易区，县城西临丹江。城内外的寺庙多达28个，较有名的有城隍庙、武安观、文兴寺、四官庙等，武安观位于古城的西北角，文兴寺则位于古城东北角，一“文”一“武”遥相呼应，城内的城隍庙建于明成化九年（公元1473年），位于古城北街，坐北朝南。

## 古迹
- 裴岭村古战国墓群
- 石门村丹朱墓
- 安洼村明代彭翰林墓
- 狮子岗村汉代墓群

## 参看
- 李官桥镇

Template:南水北调淅川淹没地